# La banda de los ocho
La banda de los ocho es una película española de comedia del año 1962, dirigida por Tulio Demicheli. Dirigida a un público familiar, la película trata de ocho niños que se encuentran un perro vagabundo que es encerrado en la perrera y ellos tratan de liberarlo de dicho centro. 
La película fue rodada en Alicante basándose en la historia de la perra Lucero, del barrio de Benalúa, que ocupó páginas de la prensa alicantina unos años anteriores.